# Arthrophyllum macrocarpum
Arthrophyllum macrocarpum là một loài thực vật có hoa trong Họ Cuồng cuồng. Loài này được Philipson & Bui mô tả khoa học đầu tiên năm 1978.